# Pycnophyllum aschersonianum
Pycnophyllum aschersonianum är en nejlikväxtart som beskrevs av Muschler. Pycnophyllum aschersonianum ingår i släktet Pycnophyllum och familjen nejlikväxter. Inga underarter finns listade i Catalogue of Life.